# Хеция, Отар Михайлович
Отар Михайлович Хеция (19 февраля 1965, Гагра, Абхазская АССР) — министр внутренних дел Республики Абхазия (2011—2014); ранее — секретарь Совета Безопасности (2010—2011), генерал-лейтенант милиции.

## Биография
Родился 19 февраля 1965 года в Гагре, в Абхазской АССР в абхазской семье.
В 1982 году окончил Гагрскую среднюю школу № 5, а в 1987 году Харьковский автотранспортный техникум. С 1984 по 1986 годы проходил службу в рядах Советской Армии. В 1996 году окончил Академию МВД Республики Беларусь.
С 1986 года по август 2010 года был на службе в органах внутренних дел Абхазии на разных должностях, начиная с рядового и младшего начальствующего состава до высшего начальствующего звена, включая исполняющего должность начальника УВД города Сухум. В январе 2008 года было присвоено специальное звание генерал-майор милиции.
28 февраля 2005 года указом Президента Абхазии Багапш назначен Министром внутренних дел Республики Абхазия.
За период его руководства МВД республики постоянно критиковалось в обществе за целый ряд громких убийств, за ряд покушений на Александра Анкваба, которые так и не были раскрыты.
12 августа 2010 года освобождён от обязанностей министра внутренних дел.
18 августа 2010 года указом президента назначен Секретарём Совета Безопасности Республики Абхазия.
20 октября 2011 года при формировании нового Кабинета министров, указом президента назначен министром внутренних дел Республики Абхазия.